# 荀崧
荀崧（262年—328年），字景猷，潁川潁陰人。晉朝官員，在東晉時官至右光祿大夫。東漢末謀士荀彧的玄孫。

## 生平
荀崧志操清純，喜好文學。晉武帝泰始年間繼襲父親荀頵安陵鄉侯的爵位，任濮陽王司馬允的文學。後被趙王司馬倫任命為相國參軍。多次升遷後官拜侍中、中護軍。
永嘉五年（311年），漢國軍隊攻陷洛陽並擄走晉懷帝，荀崧與百官出奔密縣。路上荀崧母親逝世，而追兵將至，荀崧被官員們拋下，最終荀崧遇襲還受了重傷。荀崧及後於密山安葬母親，並為她守喪。守喪完結後，在滎陽行臺的荀藩承制以荀崧監江北軍事、南中郎將、後將軍、假節、襄城太守。當時皇陵都被盜，荀崧便派主簿石覽領兵到洛陽修葺皇陵，後以功勳進封舞陽縣公。及後遷任都督荊州江北諸軍事、平南將軍，鎮守宛，改封為曲陵公。
建興三年（315年），作亂的杜曾圍攻宛，荀崧見自己兵少而且食糧已盡，於是派女兒荀灌向襄城太守石覽及南中郎將周訪求救。二人派兵合力營救，杜曾見援軍前來就逃散。杜曾不久就向荀崧請降，並請求討伐丹水縣的盜賊。荀崧寄望杜曾成為自己外援，於是不理陶侃的勸阻而答允。但杜曾隨後便領兵圍攻襄陽。荀崧隨後使派兵突襲穰縣，俘殺杜曾堂兄杜保。
太興元年（318年），晉元帝即位，徵召荀崧為尚書僕射，與刁協共同制定禮儀。後轉太常，任內建議設置《儀禮》、《公羊傳》、《穀梁傳》及鄭氏《易》的博士。
永昌元年（322年），王敦之亂爆發，大將軍王敦舉兵攻陷建康，執掌朝政，又表荀崧為尚書左僕射。同年晉元帝因王敦之亂憂憤而死，群臣商議元帝廟號，但王敦則認為現在國家未統一，當日後再議。然而荀崧則不認同，更建議上廟號為「中宗」。
太寧元年（323年）加散騎常侍，後又領太子太傅。王敦之亂被平定後又任金紫光祿大夫、錄尚書事，封平樂伯。後更遷右光祿大夫、開府儀同三司，錄尚書事。後來又加領祕書監，給親兵一百二十人，頗見親待。
咸和三年（328年），歷陽內史蘇峻率叛軍攻陷建康，荀崧與王導等人在叛軍入宮時共同守衞晉成帝。不久蘇峻強遷成帝到石頭城，荀崧亦緊隨在成帝身邊。次年，討伐義軍屢敗叛軍，並攻破石頭城，成帝亦被迎至建立行臺的溫嶠的船上。當時荀崧已病重，但亦然吃力的步行跟從。後逝世，享年六十七歲。朝廷追贈侍中，諡號為敬。

## 性格特徵
- 荀崧有孝行，其母親雖然逝世在永嘉之亂的亂局時，但自己仍堅持守護著母親屍體，最終被重創，並幾乎死去。及後更能堅持為母守喪。
- 荀崧善待親族子女。好像堂弟荀馗早死，留下兩個年幼的兒子荀序和荀廞。荀崧於是讓二人和自己一同生活，感情和親生兒子一樣。及後朝廷打算讓荀崧的兒子承襲荀顗臨淮公爵位，以讓荀顗繼嗣者荀徽死後一直絕嗣的荀顗一系有人繼嗣。但荀崧就將此讓給荀序。
- 荀崧雖然衰老，但仍勤讀典籍，獲當時人欣賞讚許。

## 家庭

### 父
- 荀頵，荀甝子，羽林右监、安陵乡侯，与王济、何劭为拜亲之友

### 母
- 袁氏，袁侃女

### 子女
- 荀蕤，荀崧子，嗣爵。官至建威將軍、吳國內史。
- 荀羨，荀崧子，東晉將領，娶晋元帝女寻阳公主，官至北中郎將、徐兗二州刺史。
- 荀灌，荀崧女，曾為父親出城求救。

## 延伸阅读
[在维基数据编辑]
 《晉書·卷075》，出自房玄齡《晉書》